# 代利切托
代利切托（義大利語：Deliceto），是意大利福贾省的一个市镇。总面积75.65平方公里，人口4002人，人口密度52.9人/平方公里（2009年）。ISTAT代码为071022。